# Dzhumailovka
Dzhumailovka (del ruso: Джумайловка) es un jútor del raión de Kalíninskaya del krai de Krasnodar de Rusia. Está situado a orillas del limán Ponurski del río Ponura, un afluente del delta del río Kirpili, 5 km al suroeste de Kalíninskaya y 56 km al noroeste de Krasnodar, la capital del krai. Tenía 1 245 habitantes en 2010.
Es cabeza del municipio Dzhumailovskoye, al que pertenecen asimismo Zarechenskoye, Rashpyli, Zhuravliovka y Masenkovski.